# Wasmes (Colfontaine)
Wasmes is een dorp in de Belgische provincie Henegouwen en een deelgemeente van de Waalse gemeente Colfontaine. Tot 1 januari 1977 was het een zelfstandige gemeente. Het dorp kent de traditie van de drakendoder Gilles van Chin.

## Bezienswaardigheden
- De Onze-Lieve-Vrouwekerk (Église Notre-Dame) is een kerkgebouw dat stamt uit de 15e en 16e eeuw maar dat gewijzigd werd in 1828. De toren is van 1606.
- De Ferme de la Court is een monumentale vierkantshoeve die eigendom was van de Abdij van Saint-Ghislain. De huidige gebouwen zijn van 1772 en men treedt binnen door een imposant portaal dat bekroond wordt door een duiventoren. Tegenwoordig is het gebouw in gebruik als de École industrielle de Colfontaine.

Zie ook: Petit-Wasmes.

## Natuur en landschap
Wasmes ligt in de Borinage en is sterk verstedelijkt, vastgegroeid aan andere kernen en verlaten mijnterreinen. De Ruisseau d'Elwasmes stroomt door de plaats. Er liggen enkele terrils. De hoogte aan de kerk bedraagt 47 meter.

## Economie
Al in de 12e eeuw zou hier steenkool ontgonnen zijn. In 1426 werd voor het eerst melding gemaakt van deze activiteit. Al in 1695 werd een naamloze vennootschap opgericht. In de 2e helft van de 18e eeuw waren er een 50-tal schachten en maakte men gebruik van de stoommachine van Newcomen (machine à feu). In 1958 kwam aan de steenkoolwinning een einde. De leermijn van Wasmes sloot in 1960.
Naast steenkool werden ook producten voor vuurvaste steen gewonnen evenals krijt en kalksteen, waarbij kalkovens werden geëxploiteerd.

## Demografische ontwikkeling
- Bronnen:NIS, Opm:1831 tot en met 1970=volkstellingen, 1976= inwoneraantal op 31 december

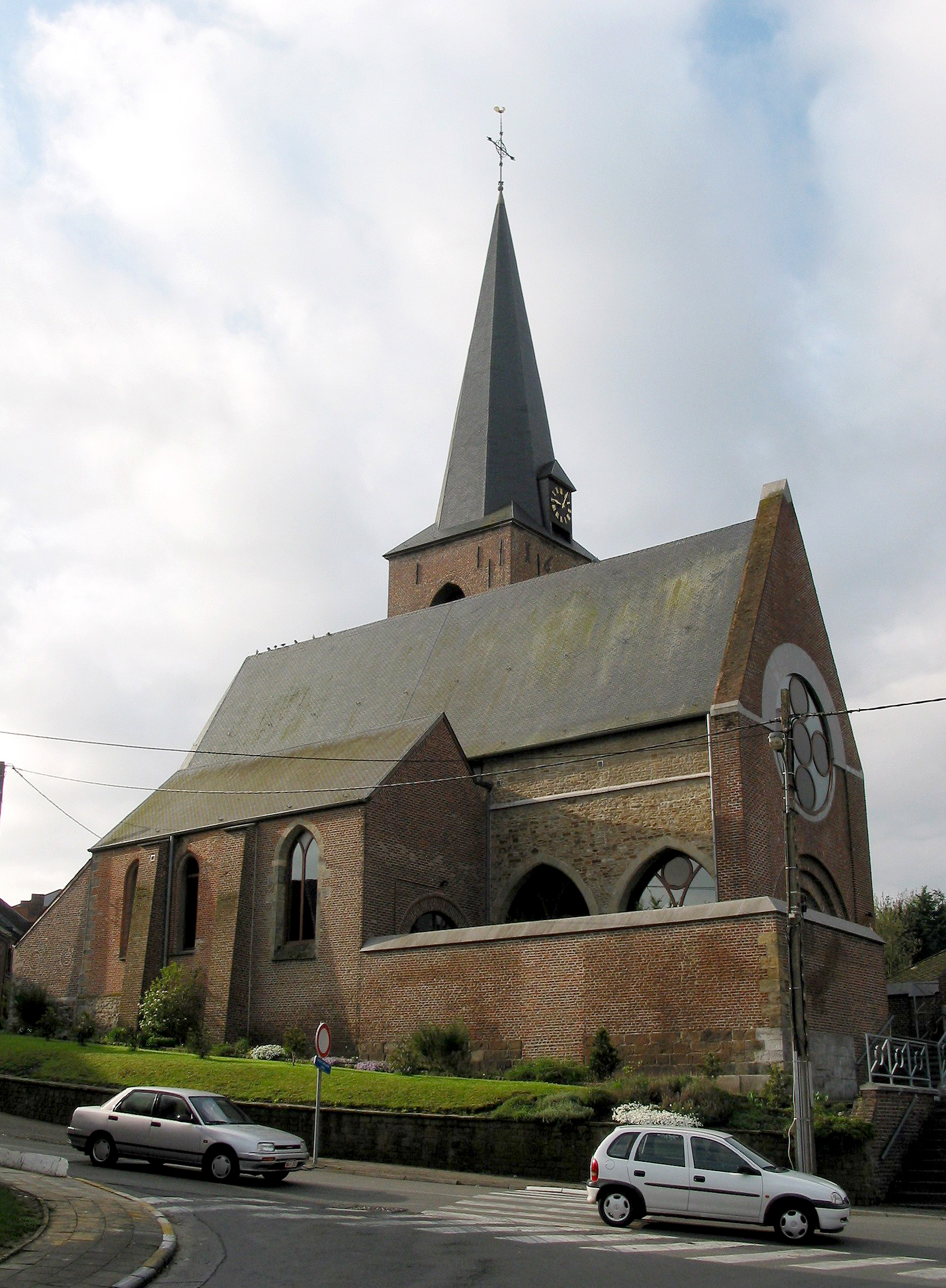
Église Notre-Dame

## Politiek
Wasmes had een eigen gemeentebestuur en burgemeester tot de fusie van 1977.
De laatste burgemeester, Marcel Busieau, werd na de fusie burgemeester van Colfontaine.

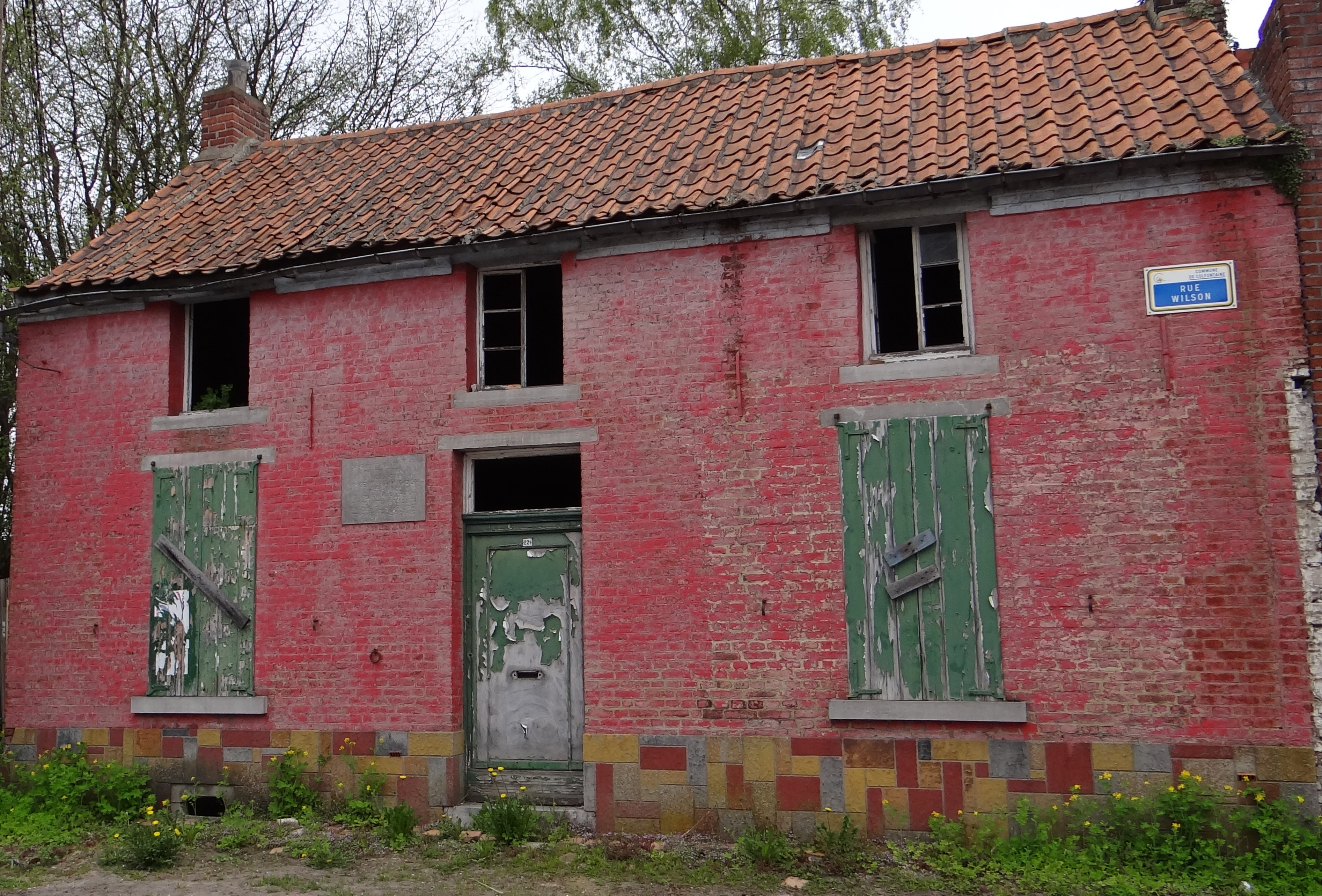
Wasmes: het huis van bakker Denis - hoek Rue du petit-Wasmes en Rue Wilson in 2013; kosthuis van Vincent van Gogh in 1878-1879

## Nabijgelegen kernen
Petit-Wasmes, Pâturages, Quaregnon, Hornu